# Ольдендорф (Луе)
Ольдендорф (нім. Oldendorf) — громада в Німеччині, розташована в землі Нижня Саксонія. Входить до складу району Люнебург. Складова частина об'єднання громад Амелінггаузен.
Площа — 32,69 км2. Населення становить 1048 ос. (станом на 31 грудня 2021).